# Ритц, Лоренц Джастин
Лоренц Джастин Ритц (нем. Lorenz Justin Ritz; 1796—1870) — швейцарский художник.
Стал успешным религиозным художником и художником-портретистом XIX века, оставив после себя более 650 портретов.

## Биография
Родился 5 сентября 1796 года в городке Niederwald швейцарского кантона Вале. Был третьим младшим ребёнком в семье из десяти детей Josef Ignaz Ritz и его жены Katharina Schwick; при крещении получил имя Джозеф Лоренц Лео (Joseph Lorenz Leo). 
Родители хотели, чтобы их сын стал освоил профессию мясника, но Лоренц стал учеником мастера Joseph Meinrad Birchler из города Айнзидельн, занимавшегося нанесением позолоты на деревянные изделия, и работал у него с 1811 по 1812 год.
В 1816 году Ритц посещал городскую рисовальную школу в Женеве. С 1816 по 1819 год был студентом исторического и портретного художника Xaver Hecht (1757-1835) в Виллизау. С сентября 1819 года Ритц учился в Королевской академии художеств в Мюнхене, с 1821 по 1822 год — в Академии Святой Анны в Вене. После завершения учёбы вернулся на родину в Вале и работал учителем рисования в иезуитской гимназии Kollegium Brig в Бриге.
С 1832 по 1851 год Ритц занимался росписью алтарей. В 1839 году он написал серию ведут с видами кантона Вале. В 1839 году с семьей художник переехал в Сьон, где открыл частную школу рисования. С 1848 по 1866 год он работал учителем рисования в Сьоне, с 1849 по 1853 год — некоторое время в Бриге.
Создав большое количество портретов, Лоренц Ритц вел с 1818 года и до конца жизни каталог людей, изображенных им. Он также оставил мемуары «Notizen zu meinem Leben für meine lieben Kinder».
Умер 30 января 1870 года в Сьоне, Швейцария.

### Семья
Был женат с 1826 года на Кларе Жозефине, урождённой Кайзер, из Штанса, которая также происходила из художественной семьи, её братья — художник Генрих Кайзер и скульптор Франц Кайзер. В  семье было четверо детей, один из которых — Рафаэль, тоже стал художником.
В 1842 году Клара Жозефина умерла, и в 1846 году Ритц лет женился на Marguerite de Torrenté. 

## Труды
Произведения художника находятся во многих музеях и частных коллекциях Швейцарии.

Некоторые работы
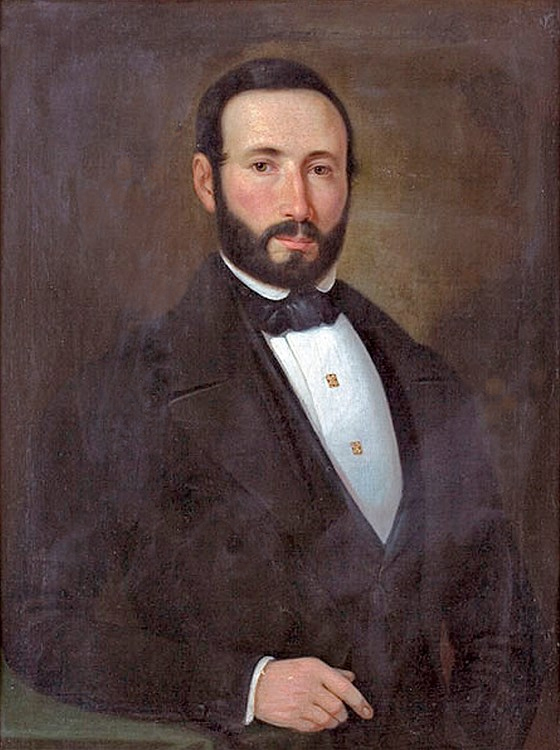
Emmanuel Joris
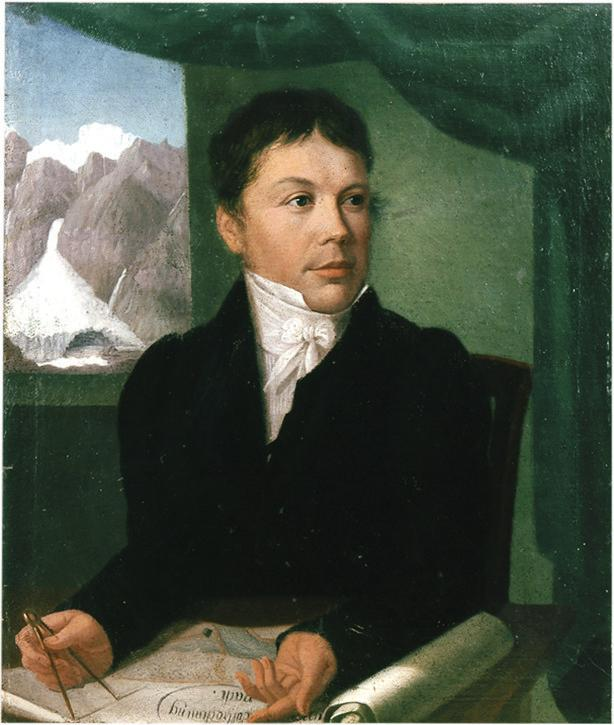
Игнац Венец
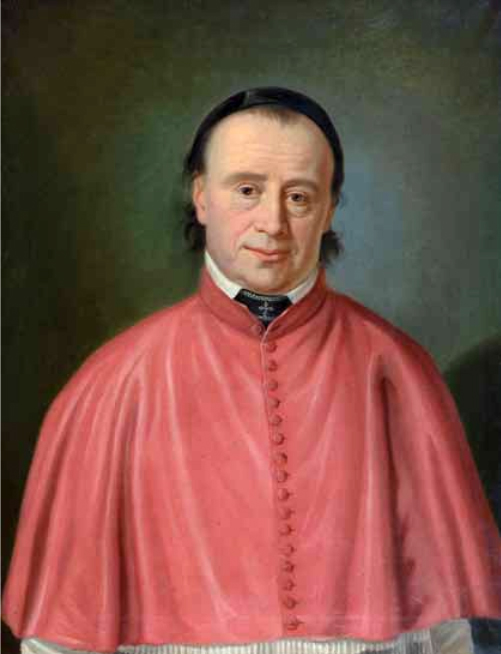
Каноник из Сен-Мориса